# تشنغرسيمينوند (مقاطعة إسلام آباد غرب)
تشنغرسيمينوند (بالفارسية: چنگرسیمینوند) هي قرية تقع في قسم حومة الشمالي الريفي (مقاطعة إسلام آباد غرب) في إيران. يقدر عدد سكانها بـ 488 نسمة .